# نگتیو من
نگتیو من (به انگلیسی: Negative Man) با نام اصلی لارنس «لری» ترینر، یک شخصیت خیالی ابرقهرمان در کتاب‌های کامیک آمریکایی منتشر شده توسط دی‌سی کامیکس است، که به عنوان یکی از اعضاء و بنیان‌گذاران تیم دووم پاترول به‌شمار می‌رود. این شخصیت توسط باب هانی، آرنولد دریک و برونو پرمیانی خلق شده‌است؛ که برای اولین بار در شمارهٔ ۸۰ از مجموعه کمیک بزرگترین ماجراجویی من (ژوئن ۱۹۶۳) حضور پیدا کرد.
نگتیو من در نمایش‌های تلویزیونی کارتونی و فیلم‌های متعددی ظاهر شده‌است. نخستین حضور لایو اکشن این شخصیت به عنوان مهمان در مجموعه تلویزیونی تایتان‌ها (۲۰۱۸) با بازی دوین مورفی و صداپیشگی مت بامر بود؛ همچنین او یکی از شخصیت‌های اصلی در مجموعه اسپین‌آف دووم پاترول (۲۰۱۹) با بازی متیو زاک در حالت باند پیچیده، و صداپیشگی بامر است.